# Erysiphe aquilegiae
Erysiphe aquilegiae is een meeldauw die behoort tot de familie Erysiphaceae.
Er bestaan verschillende varianten:
- Erysiphe aquilegiae var. aquilegiae (akeleimeeldauw)
- Erysiphe aquilegiae var. clematidis
- Erysiphe aquilegiae var. ranunculi (boterbloemmeeldauw)

## Foto's

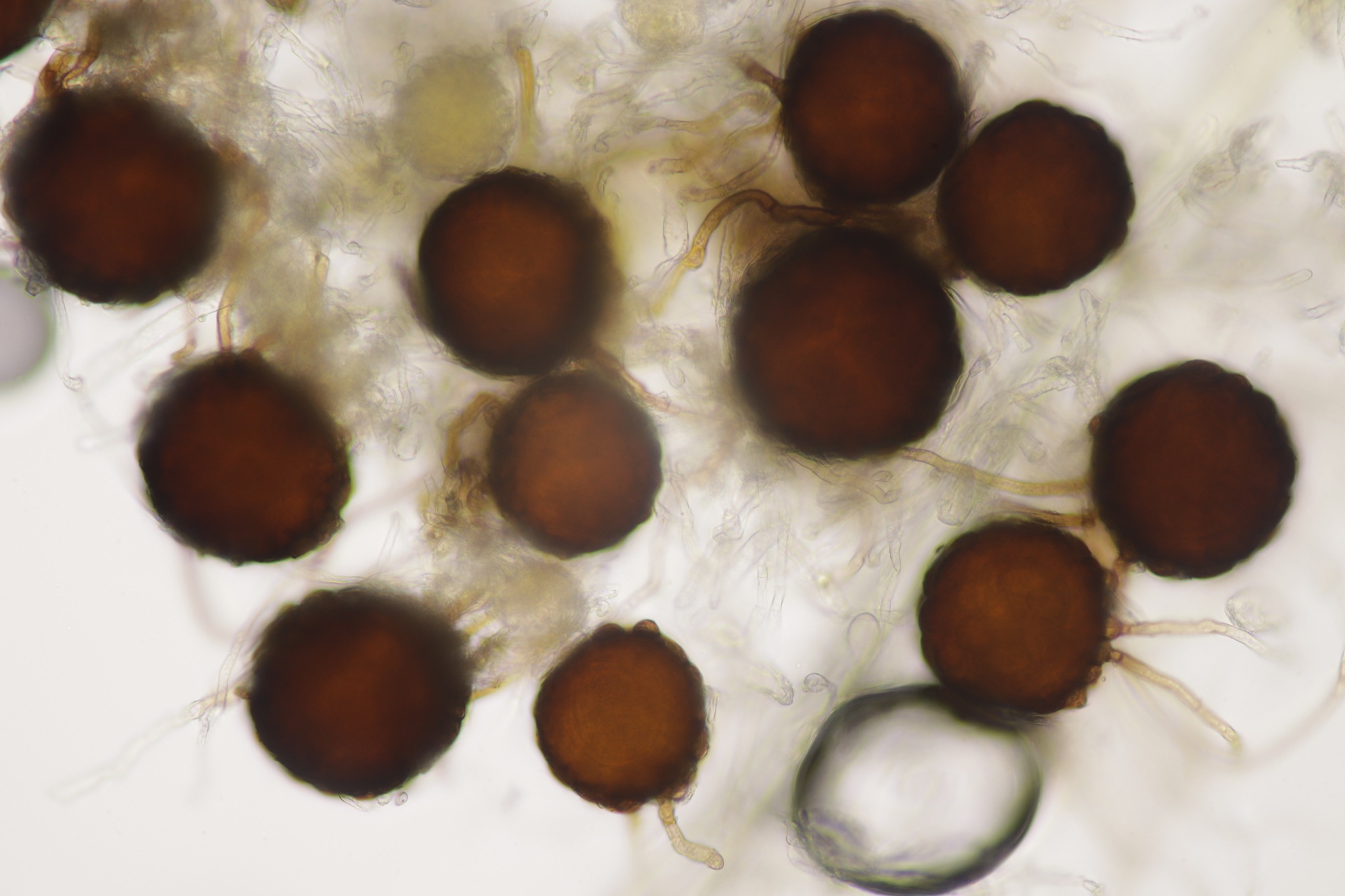
Erysiphe aquilegiae